# Tom Dele-Bashiru
Tom Dele-Bashiru (Mánchester, Gran Mánchester, Inglaterra, Reino Unido, 14 de diciembre de 1998) es un futbolista británico que juega en la demarcación de centrocampista para el Watford F. C. de la EFL Championship.

## Biografía
Tras formarse desde los seis años en las filas inferiores del Manchester City FC, finalmente en 2017 ascendió al primer club, haciendo su debut el 19 de diciembre en un encuentro de la Copa de la Liga de Inglaterra 2017-18 contra el Leicester City FC, partido que finalizó con victoria del Manchester City tras una tanda de penaltis. El 24 de julio de 2019 el Manchester City FC lo traspasó al Watford FC tras no renovar el contrato. Su debut con el Watford se produjo el 27 de agosto de 2019 en un encuentro de la Copa de la Liga de Inglaterra 2019-20 contra el Coventry City FC.

## Clubes
| Club                   | País       | Año       | Partidos | Goles |
| ---------------------- | ---------- | --------- | -------- | ----- |
| Manchester City F. C.  | Inglaterra | 2017-2019 | 1        | 0     |
| Watford F. C.          | Inglaterra | 2019-2021 | 5        | 1     |
| Reading F. C. (cedido) | Inglaterra | 2021-2022 | 39       | 4     |
| Watford F. C.          | Inglaterra | 2022-     | 74       | 7     |

## Palmarés

### Campeonatos nacionales
| Título                        | Club                  | País       | Año  |
| ----------------------------- | --------------------- | ---------- | ---- |
| Copa de la Liga de Inglaterra | Manchester City F. C. | Inglaterra | 2018 |